# Klatanars
Klatanars (Klatawars; sing. Klatanar, Klatawar), skupina Cowichan (Stalo) Indijanaca aa rijeke Fraser u kanadskoj provinciji Britanska Kolumbija. Posljednji puta kada su zasebno popisivani bilo ih je 36 (1886.)
Swanton ih nema na svome popisu cowichanskih plemena u The Indian Tribes of North America.